# Parzival
Parzival és un poema èpic, escrit en alt alemany mitjà per Wolfram von Eschenbach, datat habitualment al primer quart del segle XIII. El poema, de 16 llibres i 25.000 versos, se centra en l'heroi artúric Parzival i la seva llarga recerca del Sant Grial després del seu fracàs inicial per aconseguir-lo. És en part una al·legoria religiosa que descriu el dolorós viatge de Parzival des de la ignorància absoluta i la ingenuïtat fins a la consciència espiritual.
Parzival comença amb les aventures cavalleresques del pare de Parzival, Gahmuret, el seu matrimoni amb Herzeloyde, i el naixement de Parzival. La història continua mentre Parzival coneix tres elegants cavallers, decideix buscar el rei Artús i continua la recerca espiritual i física del Grial. Una llarga secció està dedicada a l'amic de Parzival, Gawan, i a les seves aventures defensant-se d'un fals càrrec d'assassinat i guanyant la mà de la donzella Orgeluse. Entre els elements més cridaners de l'obra destaquen el seu èmfasi en la importància de la humilitat, la compassió, la simpatia i la recerca de l'espiritualitat. Un tema important a Parzival és l'amor: els actes heroics de cavalleria s'inspiren en l'amor veritable, que finalment es compleix en el matrimoni.
Considerat com una de les obres mestres de l'Edat Mitjana, el romanç va ser la narració en vers vernacular més popular a l'Alemanya medieval, i continua sent llegida i traduïda a les llengües modernes arreu del món. Wolfram va començar una preqüela, Titurel, que més tard va ser continuada per un altre escriptor, mentre que es van escriure dos romanços complets adaptant la història de Wolfram de Loherangrin. Richard Wagner va basar la seva famosa òpera Parsifal, acabada el 1882, en Parzival.

## Argument
El pare de Parzival, Gahmuret, era un cavaller que va viure sempre a la recerca d'aventures. Per això la seva mare Herzeloyde intenta criar-lo enmig del bosc perquè no conegui el món de la cavalleria i no el perdi també. Però el jove decideix anar a la cort de Camelot després de sentir les gestes d'uns cavallers artúrics. Allà aprèn de Gurnemanz els principis de l'honor i a refrenar la seva curiositat i impulsivitat.
Una de les seves primeres gestes el porta a un castell misteriós presidit per Anfortas i ple d'objectes màgics. El jove roman en silenci i l'endemà desperta en un castell ruïnós i buit, fet que el porta a pensar que ha estat víctima d'un encanteri que l'ha fet veure al·lucinacions. Més tard, després de diverses accions que el fan mereixedor d'un lloc a la Taula Rodona, apareix un personatge que afirma que ha perdut el seu honor al castell, que era el castell del Graal. Aleshores comença un viatge de penitència i aventures per recuperar el favor diví. És considerat digne del Graal després de demostrar la seva virtut i passa a ser el seu protector.

## Estructura de l'obra
Parzival es divideix en setze llibres, cadascun compost per diverses estrofes de trenta versos d'apariats rimats. Les longituds de les estrofes encaixen perfectament en una pàgina manuscrita. Pel que fa al tema, Wolfram von Eschenbach va adaptar en gran part el romanç del Grial, Perceval, la història del Grial, deixat incomplet per Chrétien de Troyes. Wolfram va afirmar que un tal Kyot el provençal va subministrar material addicional extret de fonts àrabs i angevines, però la majoria dels estudiosos ara consideren que Kyot és l'invent de Wolfram i part de la narrativa de ficció.

### Llibre 1
Consta d'un pròleg de presentació de l'obra per part de l'autor, en el qual fa un al·legat de les virtuts dels cavallers, com el valor, la constància i la lleialtat; i de les dames, entre les quals també inclou la lleialtat. L'amor es presenta com una cosa positiva i sincera que iguala l'home i a la dona.
El llibre I continua després amb el relat de la vida cavalleresca de Gahmuret, pare de Parzival, des que abandona el seu país fins que, després de diverses aventures i haver lluitat per al califa de Bagdad, arriba a l'Àfrica, on entra al servei de la reina Belacane de Zazamac. Tots dos s'enamoren perdudament i, després de vèncer ell als cavallers que l'estan atacant, consumen la seva relació.
Posteriorment Gahrumet, estant Belakane embarassada, acabarà fugint una nit cap a Sevilla, declarant a la seva dona en una carta que l'estima i només l'allunya el seu desig d'aventures i de tornar a la seva terra i fent-li veure que seria el seu somni seguir amb ella i que es fes cristiana.

### Llibre 2
Després d'arribar al Regne de Castella Gahmuret, es desplaça de Sevilla a Toledo per visitar al seu cosí Kaylet, el rei de Castella. Aquest ha viatjat a Gal·les, on se celebra un important torneig en què els cavallers més poderosos del món es disputen la mà de la reina i també el regne. Gahmuret no triga a arribar-hi, i causa gran expectació per la fama que el precedeix. Finalment en fa honor i participa amb gran èxit, però no pot gaudir-ne, ja que allà s'assabenta de la mort del seu germà Galoes i de la seva mare, el cor no va suportar aquest cop després d'haver perdut el seu marit.
Gahmuret no desitja el tron de Gal·les ni la seva reina, i només ha lluitat pel seu esperit de cavaller, però la reina Herzeloyde, enamorada d'ell, li fa saber que ella hi té el seu dret. Ell, però, i sense oblidar a Belakane, accedeix a un altre amor que pretén, el de la reina de França, Amphlise, de la qual sempre ha estat enamorat. Aquesta, vídua fa poc, li ofereix el seu cor i el seu regne.
Finalment un jutge decideix sobre l'assumpte i l'honorable cavaller ha de complir el seu deure i acceptar a Herzeloyde, i oblidar-se d'Amphlise i Belakane. Finalment la seva relació serà feliç per a tots dos, tret que ell és sincer i li diu el que va fer amb Belakane i li demana que pugui anar a la recerca d'aventures. I així que el califa de Bagdad està en dificultats, torna a ajudar-lo, tot i que en aquest afany se li acabarà la sort i perdrà la vida.
Els honors i el record del seu estimat no aplaquen el dolor de la reina gal·lesa, embarassada d'un nen. I es dedicarà en cos i ànima a Parzival, el fill fruit de la seva relació amb el seu estimat marit. El nen neix sa i gran.
Al final d'aquest llibre Wolfram apareix sobtadament per presentar-se també com a cavaller i ironitzar sobre la importància o qualitat de l'obra que està transmetent.

### Llibre 3
Herzeloyde es retira al bosc de Soltane per protegir el seu fill. Allunyada de l'ambient de la cort, porta una vida més humil i rural en la qual fins i tot prohibeix qualsevol educació o informació sobre la vida cavalleresca. Un simple arc que el mateix es fabrica, així com altres armes llancívoles com dards i llances, és tota la pràctica d'aquestes característiques que ell pot aconseguir. Si bé es mostra com un nen sensible i fins i tot temorós, no triguen a apreciar les seves veritables dots en la caça.
Un dia, estant de caça, troba diversos cavallers que li expliquen en què consisteix ser cavaller i que un rei anomenat Artús li pot concedir aquest honor. Després de preguntar a la seva mare, amb gran pena ella li ha de parlar una mica de la seva pròpia història i de l'ofici de cavaller, encara que només el més imprescindible, amb l'afany de no incrementar l'interès del jove. No obstant això, està disposat a conèixer aquest món i Herzeloyde ha d'accedir a subministrar-li un cavall i la vestimenta adequada. Ella s'aprofita de la seva ignorància per donar-li un mal cavall i disfressar-lo de bufó, amb l'esperança que sigui aviat rebutjat en la cort i torni.
No obstant això, la determinació del jove és total i a trenc d'alba surt a la recerca d'aventures. La seva mare mor de dolor.
Parzival intenta seguir tots els bons consells que li ha donat la seva mare, com ara saludar totes les persones amb dignitat i apreciar els coneixements que li pugui transmetre la gent gran. No obstant això, per culpa de la seva inexperiència i ignorància en aquest nou món, els malinterpreta, quan roba i abusa d'una dama, per uns anells.
Quan continua el camí troba a la jove Sigune, plorant al costat d'un cavaller mort. Quan tots dos comencen a conversar i ell li ofereix el seu consol, ella s'adona que realment són cosins i li parla de la seva mare, del seu pare, i dels seus orígens, fins i tot l'informa que aquest cavaller ha mort per defensar els seus regnes. Ell l'hi agraeix i continua encara més desitjós cap a la cort del rei Artús. En arribar-hi, davant el palau, es troba amb un cavaller anomenat Ither que està afligit per un malentès en el qual va llançar vi sobre la dona del rei Artús, Ginebra durant una discussió en la qual reclamava unes possessions. Aquest li demana que en el seu nom demani disculpes per aquest acte i torni la copa.
Quan, no sense certa burla i moments de desconfiança, se li permet conèixer el rei Artur, li fa saber el seu desig de ser armat cavaller. Ell rei, respectuosament, veient la noblesa i la insuperable bellesa del jove, li diu que no pot armar cavaller sense cap mèrit i sense tenir armadura.
Finalment, obeint al seu valor i ignorància juvenils, anirà a reclamar la seva armadura al cavaller que havia trobat abans. Ither li diu que si el rei Artur li ha ofert, també li haurà ofert la seva vida, i comença a lluitar amb ell. Inesperadament, i encara que Parzival desconeix que és una arma prohibida a la cavalleria, es defensa llançant-li un dard que li travessa el cap. Aconseguida la seva primera victòria, i sense donar en un primer moment més importància al seu malvat acte, s'apodera del cavall i l'armadura d'Ither.
Amb el seu nou noble abillament, segueix el seu camí sense un rumb fix, fins a arribar a Graharz, on el monarca Gournemans el rep com un fill en reconèixer el seu noble origen i intenta omplir el buit dels seus tres fills morts. Mancat d'educació en cavalleria i altres costums nobles, el comença a formar, descobrint les seves grans qualitats. La seva intenció és convertir-lo en el descendent dels seus béns i que es casi amb la seva filla, però Parzival li diu que s'ha de guanyar el dret de ser cavaller abans de tornar per complir aquest desig.

### Llibre 4
Seguint el seu camí arriba Parzival a una ciutat temorosa i empobrida anomenada Beaurepaire, en la qual hi ha fam fins i tot entre els nobles. Només és acceptat quan anuncia la seva intenció pacífica i és presentat a la reina Condoir-amour, de qui pensa que és una de les dones més maques del món, fins i tot més que totes les belles dames que ja havia anat coneixent.

## Debats entre estudiosos
Alguns detalls del romanç han inspirat polèmica, en part perquè la narració està intercalada amb anècdotes humorístiques de Wolfram. No és clar si moltes de les afirmacions que fa es pretenen prendre com a fets o com a broma.
Per exemple, en un passatge afirma ser totalment analfabet: si el poema original va ser compost com a part d'una tradició oral o com una obra escrita és un tema de debat entre els estudiosos. Wolfram també afirma que un manuscrit àrab perdut d'un descendent de Salomó va ser descobert per un tal Kyot. Tot i que les afirmacions del narrador de Wolfram sobre aquesta font poden ser dubtoses, alguns crítics han mantingut que el coneixement sobre Orient que es mostra al llarg del text suggereix que bé podria haver treballat des d'almenys una font oriental.

## Influència
Wolfram va seguir a Parzival amb el romanç fragmentari Titurel, que serveix de pròleg. Aquest poema va ser continuat per un poeta posterior conegut com Albrecht. La història de Wolfram de Loherangrin es va expandir en dos romanços complets, Lohengrin i Lorengel, i els escriptors alemanys posteriors sovint van fer referència a Parzival en les seves obres.
Lluís II de Baviera es va inspirar en el poema, i la Sala dels cantants del seu castell Neuschwanstein està decorat amb tapissos i pintures que representen la història. També va ser mecenes del compositor Richard Wagner al qui va animar a crear l'òpera Parsifal basada en el romanç. Després va encarregar vuit representacions privades de l'obra.

## Dones a Parzival
El lloc de la dona en la literatura alemanya medieval era en general destacat, i Wolfram com a autor ho reflecteix fent de la feminitat un ideal per als seus personatges. Personatges com Herzeloyde, Sigune i Condwiramurs no només estan íntimament implicats en la recerca de Parzival, sinó que també estan estretament relacionats amb el mateix Grial.
El personatge d'Herzeloyde, la mare de Parzival, és una dona virtuosa. Amb una devoció desinteressada i la humilitat que és un altre atribut vital del Rei del Grial i com a descendent de la família del Grial, fa l'opció conscient i inconscient de guiar a Parzival en la recerca d'ocupar el seu lloc predestinat com a següent en el llinatge. El seu consell s'interpreta en el context de la troballa de l'amor i de Déu com una guia per estar millor preparat per assumir el Grial.
El parentiu femení de Sigune és la següent guia que es troba Parzival. La seva aparició (en tres moments) és essencial i es produeix en cada ocasió en una etapa significativa del seu progrés, en un moment en què necessita urgentment algun tipus d'orientació. La seva primera aportació és donar a Parzival la seva identitat, un detall essencial que la seva mare no va poder transmetre. Ella el dirigeix a la cort d'Artur, i en fer-ho l'inicia en la recerca. En la seva segona reunió, ella el renya per no entendre la naturalesa de la seva recerca i objectiu, i finalment l'empeny a l'expiació necessària per comprendre plenament el seu deure com a Rei Grial. En tercer lloc, l'última trobada de Parzival i Sigune és de reconeixement tranquil, la seva vida és una pregària en si mateixa que anticipa el mateix estat per a Parzival.
L'última dona de Parzival és la seva dona, Condwiramurs. El seu paper rau en "l'amor d'una dona devota". És interessant perquè la seva vitalitat rau en el que és, més que en la seva orientació específica a Parzival. Quan Parzival ha de reconèixer la seva incapacitat per posseir-la, la deixa i no torna. La seva significació simbòlica permet que el seu personatge sigui una guia pel que fa a la preparació de Parzival. En última instància, tant el Grial com els Condwiramurs es combinen per formar l'objectiu de Parzival. Ella l'impulsa en la seva recerca i, com el mateix Grial, és una inspiració i una recompensa. Al final, la seva guia està millor representada pel seu nom al Grial i també pel de Parzival.